# Jimmy Wales
Jimmy Donal „Jimbo” Wales (n. 7 august 1966, Huntsville, Alabama, SUA) este un informatician și om de afaceri american, specializat în domeniul companiilor Internet. Este fondatorul, împreună cu Larry Sanger, al enciclopediei libere Wikipedia. 
Jimmy Wales, numit și Jimbo Wales, și-a făcut studiile superioare la Universitatea din Auburn și este licențiat (graduate) al Universității din Alabama. Este un admirator al filosofiei obiectiviste a lui Ayn Rand și a moderat în Internet un sistem de comunicații denumit „Moderated Discussion of Objectivist Philosophy”. Pe la mijlocul anilor '90 a elaborat proiectul Bomis, o întreprindere de servicii publice pe calea „World Wide Web” (www). Din 1999 până în 2001, a condus proiectul Enciclopediei Nupedia, proiect care s-a încheiat în 2003, multe din articole fiind preluate de Wikipedia, a cărei ediție în limba engleză și-a început activitatea la 15 ianuarie 2001.
Din proiectele imediate, s-a realizat deja în octombrie 2004 un CD-ROM, respectiv DVD, al Wikipediei în limba germană; până în toamna anului în curs se intenționează apariția unei ediții tipărite a Wikipediei engleze.
Jimmy Wales trăiește în Saint Petersburg, Florida, Statele Unite, împreună cu soția sa Christine și fiicele lor.